# The Fallen / L.Wells
The Fallen och L. Wells är en dubbel A-side singel av den brittiska indierockgruppen Franz Ferdinand och släpptes den 3 april 2006. L.Wells spelades in av bandet i Sydney, Australien för singeln.

## Låtlista
1. The Fallen
2. L.Wells
3. Jeremy Fraser